# Lamaçães
Lamaçães era una freguesia portuguesa del municipio de Braga, distrito de Braga.

## Historia
Antigua abadía dependiente del cabildo de la catedral de Braga, mencionada por primera vez -con el nombre de Lamazales- en un documento del año 899, fue suprimida el 28 de enero de 2013, en aplicación de una resolución de la Asamblea de la República portuguesa promulgada el 16 de enero de 2013 al unirse con las freguesias de Fraião y Nogueira, formando la nueva freguesia de Nogueira, Fraião e Lamaçães.